# Bacteriekanker
Bacteriekanker (Pseudomonas syringae) is een zeer moeilijk te bestrijden bacterieziekte, die vooral optreedt bij steenvruchten zoals kersen, pruimen en perziken. De meeste infecties vinden plaats in de herfst tijdens nat en winderig weer of in het voorjaar bij vochtige omstandigheden. De bladeren raken vervolgens geïnfecteerd. In het voorjaar verspreiden de bacteriën zich van het blad naar de schors. De bacteriën kunnen zeer gemakkelijk langs wonden binnendringen, bijvoorbeeld na het snoeien, door scheuren door vorstschade of in de herfst bij de bladval.

## Symptomen
- Wratachtige, langgerekte, onregelmatige verdikkingen op stam en takken, die zowel open als gesloten kunnen zijn. Deze verdikkingen kunnen tot tientallen centimeters worden en vele jaren oud worden
- Bij doorsnede van een twijgje is er veel gomvorming: die gomvorming kan de oorzaak van bacteriekanker zijn, maar er zijn ook bomen die van nature uit meer gommen dan andere.
- Bladeren verwelken plotseling
- Takken sterven af
- Duidelijk begrensde stukken schors sterven af, hierdoor ontstaan ingezonken plekken
- Vanonder de schors kan goudbruine gom vandaan komen
- Knoppen aan geïnfecteerde takken lopen niet of nauwelijks uit
- Er verschijnen wel bladeren, maar deze verwelken en sterven af
- Het blad blijft vaak klein en is gelig gekleurd.

### Kersenbomen
- Vaak zijn de okselkankers sterk ontwikkeld
- De gomproductie is soms zeer overvloedig en vaak gedurende het hele jaar
- Het verwelken v/d bladeren wordt soms door vroege bladval gevolgd
- Gevoelige rassen voor bacteriekanker: Early Rivers en in mindere mate Meikers

### Pruimenbomen
- Twijgsterfte
- Gevoelig ras: Ontario

## Bestrijding
Deze ziekte is zeer moeilijk te bestrijden.

### Curatief
- Snoei zo snel mogelijk tijdens de lente of zomer en bij droog weer (zodat sporen niet kunnen verspreiden) alle zieke plantendelen (takken) weg.
- Probeer gezonde takken te stompsnoeien (na de pluk), dat wil zeggen laat ongeveer een 15 cm à 20 cm staan.
- Bij het snoeien de wonden dichtsmeren met wondafdekmiddel: "Subopast" of "KB Snoeiwonden"
- Snoeihout moet direct verwijderd worden
- Vermijd een te zure en natte standplaats
- Bekalk indien nodig
- Altijd vroeg bestrijden (april-mei), want bomen met bacteriekanker vormen een potentiële infectiebron voor de andere bomen in de naaste omgeving
- Bestrijden met het bestrijdingsmiddel "Aveve Cuprex 50% WG" in twee fases: een eerste keer bij 50% bladval (in de herfst) en een tweede keer bij openbrekende knoppen (begin maart). Dosering: 40-80 g / 10 L water
- Het is ook mogelijk om geïnfecteerde delen van de stam weg te snijden, hierna is er grote kans dat de boom eroverheen groeit

Het zal nog minimaal twee jaar duren voordat de boom volledig hersteld is.

### Preventief
De symptomen van bacteriekanker lijken in grote mate op de Monilia-ziekte. Meestal is het vrij moeilijk om meteen te weten over welke van bovenstaande ziektes het gaat.
Pas na een tijdje wordt het verschil tussen beide ziektes duidelijk (door de gomvorming bij bacteriekanker).
Tegen de tijd dat de gomvorming verschijnt, is het vaak al te laat om deze bacteriekanker te behandelen. Fruitbomen kunnen met positief effect tegen beide ziektes preventief behandeld worden.